# Winok

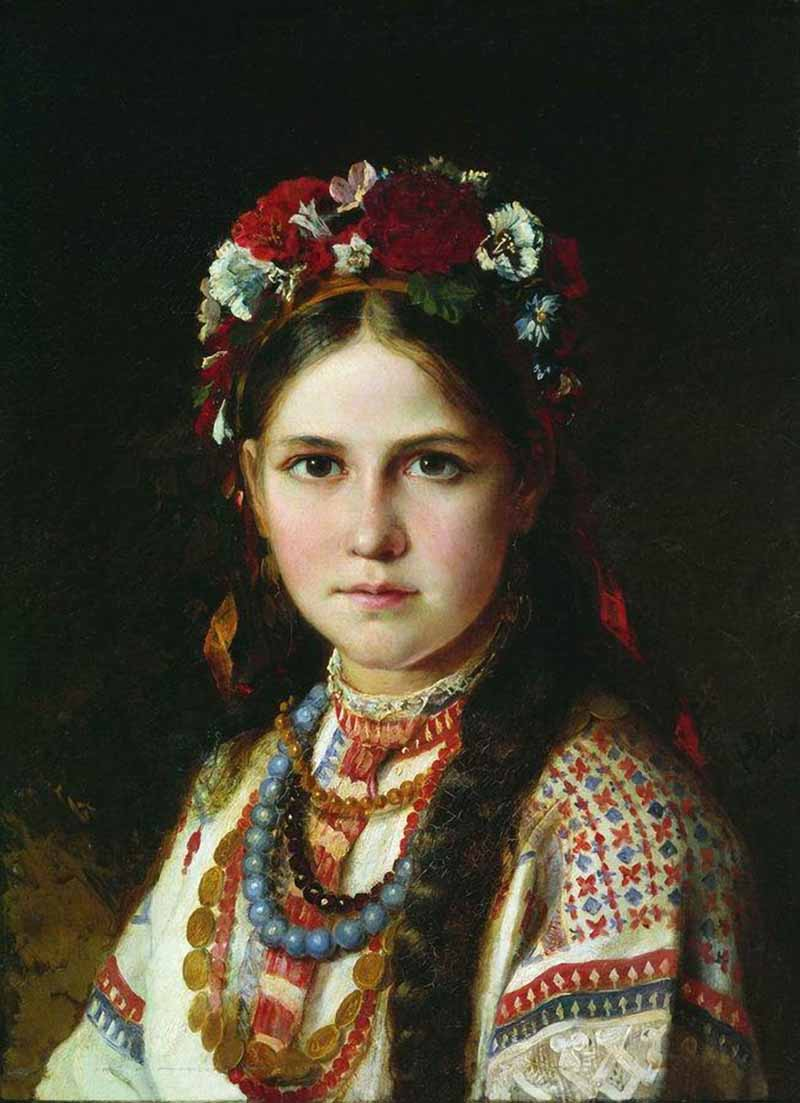
Ukrainerin mit Winok (19. Jahrhundert)

Winok (plural Winky; ukrainisch Вінок, Вінки; wörtlich „Kranz“) ist ein Kopfschmuck, der in der Ukraine traditionell von Mädchen und unverheirateten Frauen getragen wird.

## Geschichte und Verwendung
Winky sollen in prähistorischen Zeiten von Mitgliedern eines Sonnenkults getragen worden sein. Überlieferungen über magische Kränze gibt es seit mindestens 3000 Jahren. In der vorchristlichen Zeit galt der Winok als Segen und Schutz für Frauen vor Geistern und dem Bösen Blick.
Der Winok symbolisierte weibliche Prinzipien, Weisheit, Anmut, Schönheit, Reinheit und Fruchtbarkeit. Er wurde als ein mit mystischer Macht erfülltes Werkzeug zur Übermittlung von Gefühlen und Emotionen betrachtet. Mit ungefähr drei Jahren haben Mädchen begonnen, von ihren Müttern gewebte Winky zu tragen. Die Blumen, Kräuter, Schleifen und Farben des Winok unterschieden sich abhängig vom Anlass, wie bestimmten Festen und Feiertagen, und dem symbolischen und medizinischen Grund dafür, ihn zu tragen. Die Menschen gaben jungen Frauen, die Winky getragen haben, aufwendige Geschenke, Brot und Geld und wünschten ihnen Freude und Wohlstand. Die Frauen haben ihnen im Gegenzug eine Schleife ihres Winok geschenkt. Der Winok war auch ein Symbol für die Hochzeit. Das altostslawische Wort Wintschannja („Hochzeitszeremonie“) ist von Winok abgeleitet. Heutzutage werden Winky bei traditionellen ukrainischen Hochzeitszeremonien verwendet. Nachdem es das Eheversprechen ablegt werden auf die Köpfe des Paares Kränze aus Myrte und Immergrün gelegt.
Winky wurden auch zur Liebeswahrsagerei verwendet und haben ukrainische Redewendungen beeinflusst. „Sie hat ihren Winok verloren“ ist in der Ukraine ein Euphemismus für den Verlust der Jungfräulichkeit.
Winky wurden beim Iwan-Kupala-Tag getragen. Gemäß dem Brauch sprangen Paare über ein Feuer und laut der Tradition wurden dabei die magischen Eigenschaften des Winok aufgerufen. Außerdem legten junge Frauen ihre Winky, die speziell aus Gänseblümchen und Weizen gewebt waren, zusammen mit einer Kerze, die in der Mitte des Blumenrings schwamm, in ein Gewässer. Man glaubte, dass die Weise, in der der Winok schwamm, voraussagen würde, wen die Frau heiraten wird. Falls der Winok sich nicht bewegte, glaubte man, die Frau würde unverheiratet bleiben. Falls der Winok übel roch, soll das ein Zeichen für den baldigen Tod der Frau gewesen sein. Junge Männer konnten dabei in das Wasser springen, um den Winok der Frau zu fangen, die sie lieben. In der Nacht des Iwan-Kupala-Tags wurden Winky auch im Wald als Tribut für die Rusalken aufgehängt. Abhängig vom Zustand des Winok am darauffolgenden Tag sei dies entweder ein gutes oder schlechtes Omen gewesen.
Winky wurden auch als Dekorationen für Türen und Fenster verwendet um das Heim und die Familie vor Negativität, Krankheit und Unglück zu schützen.
Zur Zeit der Sowjetunion wurden Winky selten getragen, da sie als antisowjetisch galten.
Seit der Revolution der Würde 2014 wird der Winok aufgrund des gestärkten Patriotismus in der Ukraine häufiger getragen und die Nachfrage nach Blumen ist gestiegen. Die damalige Mutter-Heimat-Statue wurde zum Tag des Sieges 2015 mit einem großen Winok aus Mohnblumen dekoriert.